# Balefadoro Tuho
Balefadoro Tuho is een bestuurslaag in het regentschap Nias Utara van de provincie Noord-Sumatra, Indonesië. Balefadoro Tuho telt 1068 inwoners (volkstelling 2010).